# Tánclépés
A Tánclépés Ádok Zoltán első önálló albuma, melyet 2008-ban adott ki.

## Dalok
1. Tánclépés
2. Manolita
3. Egyszer nézett rám
4. Legfázósabb nyár
5. Kődzsungel
6. Van idő
7. A lelked porcelán
8. Megy a show
9. Soha ne mondd, hogy vége
10. Velem a fény
11. A legpocsékabb kávé
12. Dance with Me
13. Tánclépés (Markanera remix)